# دیوینولاندیا ده میناس
دیوینولاندیا ده میناس (به پرتغالی: Divinolândia de Minas) یک منطقهٔ مسکونی در برزیل است که در میناز ژرایس واقع شده‌است. دیوینولاندیا ده میناس ۷٬۶۱۴ نفر جمعیت دارد.